# Gustaf Adolfs sluss

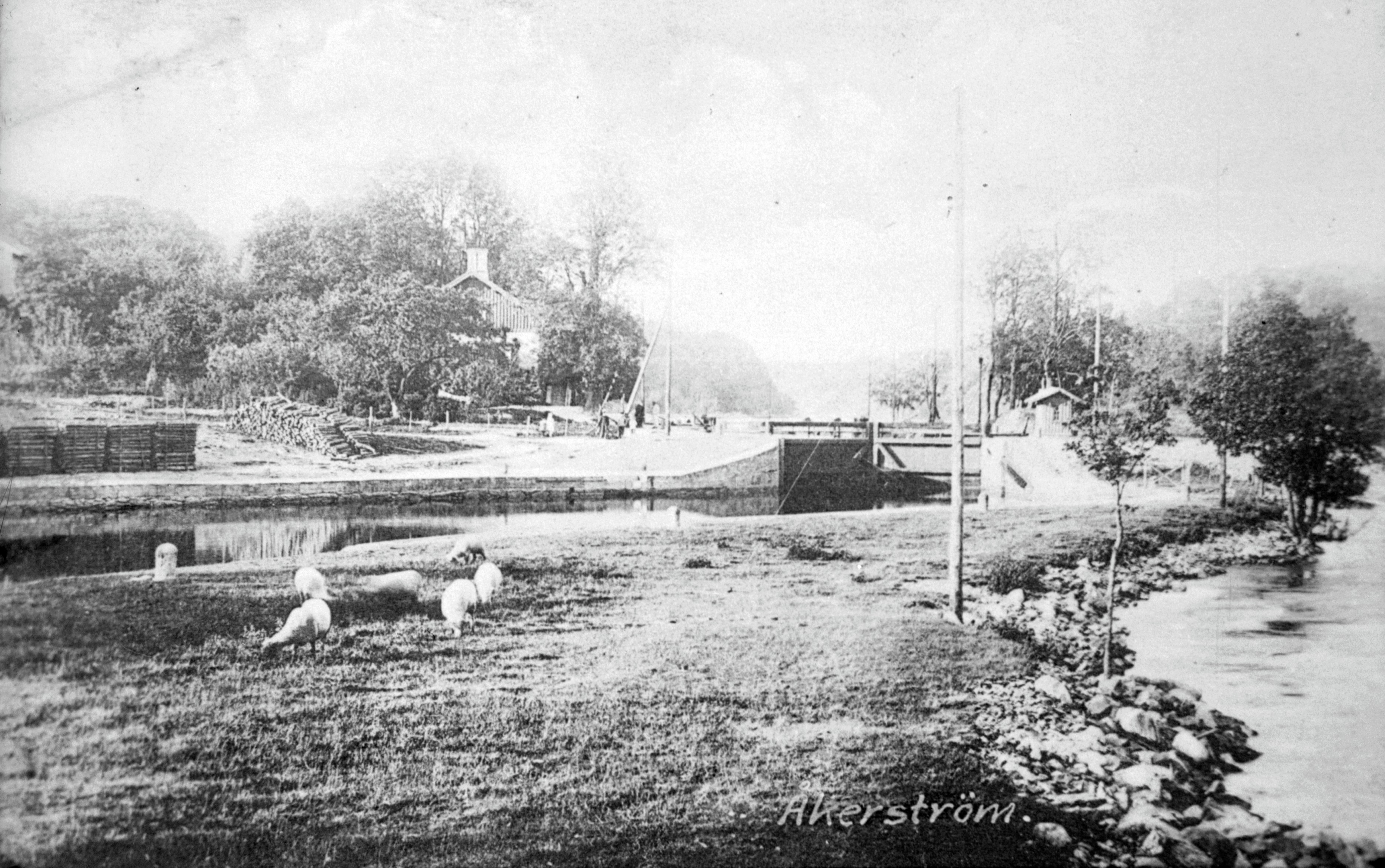
Vy uppströms mot Gustaf Adolfs sluss, 1915

Gustaf Adolfs sluss var en sluss vid Åkerström, omkring 1,5 kilometer söder om fallen i Trollhättan, vid den dåvarande forsen i Göta älv, med en fallhöjd på en dryg meter.
Åkerström, som till 1658 låg i Danmark-Norge, var fram till slussbygget  en viktig omlastningsplats för trafiken mellan Vänern och Göta älvs mynning i havet. Sedan tillkomsten av Lilla Edets sluss i 1600-talets början var älven farbar så långt upp från Kattegatt. Efter det att Gustaf Adolfs sluss blev färdig 1779, kunde fartygen ta sig ända upp till fallen i Trollhättan med två slussningar. I Trollhättan skedde därefter omlastning fram till färdigställandet av de första slussarna i Trollhättan – och därmed skapandet av Trollhätte kanal – år 1800.
Slussen var 54 meter lång, 10 meter bred och hade 2,5 meters tröskeldjup. 
Byggnationen av kraftverksdammen för Lilla Edets kraftverk, som var klar 1926, innebar att vattennivån uppströms Lilla Edet höjdes, så att fallhöjden i Lilla Edet blev sex meter. Vattnet uppströms Lilla Edet höjdes då ett par meter och därmed gjordes Gustaf Adolfs sluss obsolet. Anläggningen ligger idag under älvens vattenyta.